# مصنع الطائرات الحكومي في اليونان
مصنع الطائرات الحكومي في اليونان ، (الاسم بالإنجليزية : Hellenic Air Force Aircraft Depot ) ، المعروف عادةً من خلال اختصار (KEA) (باليونانية: Κρατικό Εργοστάσιο Αεροπλάνων) ، تأسس في الأصل باسم EAF (Εργοστάσιο Αεροπλάνων Φαλήρου ، "Phaliron Aircraft Factory") ، هو الأقدم والأكثر صناعة الطائرات اليونانية التاريخية. وهي وحدة عسكرية تابعة لقيادة دعم القوات الجوية اليونانية (HAFSC) ، وهي تقع منذ عام 2012 في قاعدة إليفسيس الجوية.

## وصلات خارجية
- موقع المصنع